# دوري سلتيك 2007–08
دوري سلتيك 2007–08 هو الموسم 7 من  بطولة اتحاد الرغبي. أقيم خلال الفترة 31 أغسطس 2007 وحتى 10 مايو 2008، وكان عدد الأندية المشاركة فيه  10، وفاز فيه لينستر رغبي.